# Park Ji-young (actrice)
 (janvier 2025).
La mise en forme du texte ne suit pas les recommandations de Wikipédia : il faut le « wikifier ».
Les points d'amélioration suivants sont les cas les plus fréquents. Le détail des points à revoir est peut-être précisé sur la page de discussion.
- Les titres sont pré-formatés par le logiciel. Ils ne sont ni en capitales, ni en gras.
- Le texte ne doit pas être écrit en capitales (les noms de famille non plus), ni en gras, ni en italique, ni en « petit »…
- Le gras n'est utilisé que pour surligner le titre de l'article dans l'introduction, une seule fois.
- L'italique est rarement utilisé : mots en langue étrangère, titres d'œuvres, noms de bateaux, etc.
- Les citations ne sont pas en italique mais en corps de texte normal. Elles sont entourées par des guillemets français : « et ».
- Les listes à puces sont à éviter, des paragraphes rédigés étant largement préférés. Les tableaux sont à réserver à la présentation de données structurées (résultats, etc.).
- Les appels de note de bas de page (petits chiffres en exposant, introduits par l'outil «  Source ») sont à placer entre la fin de phrase et le point final[comme ça].
- Les liens internes (vers d'autres articles de Wikipédia) sont à choisir avec parcimonie. Créez des liens vers des articles approfondissant le sujet. Les termes génériques sans rapport avec le sujet sont à éviter, ainsi que les répétitions de liens vers un même terme.
- Les liens externes sont à placer uniquement dans une section « Liens externes », à la fin de l'article. Ces liens sont à choisir avec parcimonie suivant les règles définies. Si un lien sert de source à l'article, son insertion dans le texte est à faire par les notes de bas de page.
- La présentation des références doit suivre les conventions bibliographiques. Il est recommandé d'utiliser les modèles {{Ouvrage}}, {{Chapitre}}, {{Article}}, {{Lien web}} et/ou {{Bibliographie}}. Le mode d'édition visuel peut mettre en forme automatiquement les références.
- Insérer une infobox (cadre d'informations à droite) n'est pas obligatoire pour parachever la mise en page.

Pour une aide détaillée, merci de consulter Aide:Wikification.
Si vous pensez que ces points ont été résolus, vous pouvez retirer ce bandeau et améliorer la mise en forme d'un autre article.
Park Ji-young (coréen : 박지영), née le 25 janvier 1969 à Jeonju, dans la province de Jeolla du Nord, est une actrice sud-coréenne. Elle est reconnue pour ses rôles dans des séries télévisées telles que The Woman Who Still Wants to Marry (2010), Romance Town (2011), The Fugitive of Joseon (2013), Tears of Heaven (2014), Don't Dare to Dream (2016), Moon Lovers: Scarlet Heart Ryeo (2016), Save Me (2017), The Red Sleeve (2021) et Love Next Door (2024).

## Filmographie

### Cinéma
- 2007 : The Show Must Go On : Mi-ryung
- 2009 : One Step More to the Sea : Yeon-hee
- 2010 : The Housemaid : Mi-hee
- 2012 : The Concubine : Reine mère
- 2015 : The Advocate: A Missing Body : Représentante Joo
- 2016 : The Queen of Crime : Mi-kyung
- 2019 : Lingering : Kyung-sun
- 2022 : The Roundup : Kim In-suk

### Télévision
- 2000 : Tough Guy's Love : Bae Sang-ran
- 2001 : Oriental Theater : Bae Ku-ja
- 2003 : Perfect Love
- 2004 : Toji, the Land : Mère d'Imi
- 2008 : Who Are You? : Kim Young-ae
- 2010 : The Woman Who Still Wants to Marry : Choi Sang-mi
- 2011 : Romance Town : Oh Hyun-joo
- 2013 : The Fugitive of Joseon : Reine Munjeong
- 2014 : Tears of Heaven : Yoo Soo-kyung
- 2016 : Don't Dare to Dream : Bang Ja-young
- 2016 : Moon Lovers: Scarlet Heart Ryeo : Reine Yoo
- 2017 : The Liar and His Lover : Yoo Hyun-jung
- 2017 : Save Me : Kang Eun-shil
- 2017 : Distorted : Cha Yeon-soo
- 2018 : Wok of Love : Cha Seol-ja
- 2019 : Doctor Detective : Gong Il-soon
- 2019 : VIP : Ha Tae-young
- 2020 : When I Was Most Beautiful : Kim Yeon-da
- 2021 : Off Route (JTBC Drama Festa) : Kang Kyung-ae
- 2021 : Lost : Ah-ran
- 2021 : The Red Sleeve : Dame de cour en chef Jo
- 2022 : It's Beautiful Now : Jin Su-jeong
- 2022 : Little Women : Ahn Hee-yeon (caméo)
- 2023 : Revenant : Yoon Gyeong-moon
- 2023 : The Matchmakers : Park So-hyun
- 2024 : Love Next Door : Na Mi-sook
- 2024 : Iron Family : Go Bong-hee

### Séries web
- 2022 : I Haven't Done My Best Yet : Bong Yeon-ja

## Récompenses et nominations
- 2022 : KBS Drama Awards – Excellence Award, Actrice dans une série dramatique pour It's Beautiful Now – Gagnée
- 2022 : KBS Drama Awards – Top Excellence Award, Actrice pour It's Beautiful Now – Nommée
- 2021 : MBC Drama Awards – Excellence Award, Actrice dans une mini-série pour The Red Sleeve – Nommée